# Nandi

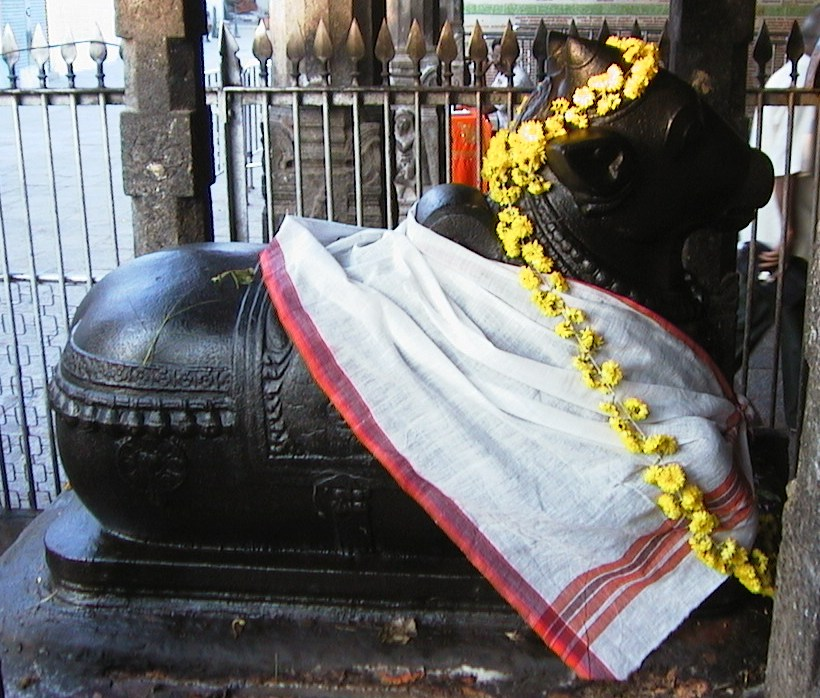
Statua di Nandi in un tempio a Chennai.

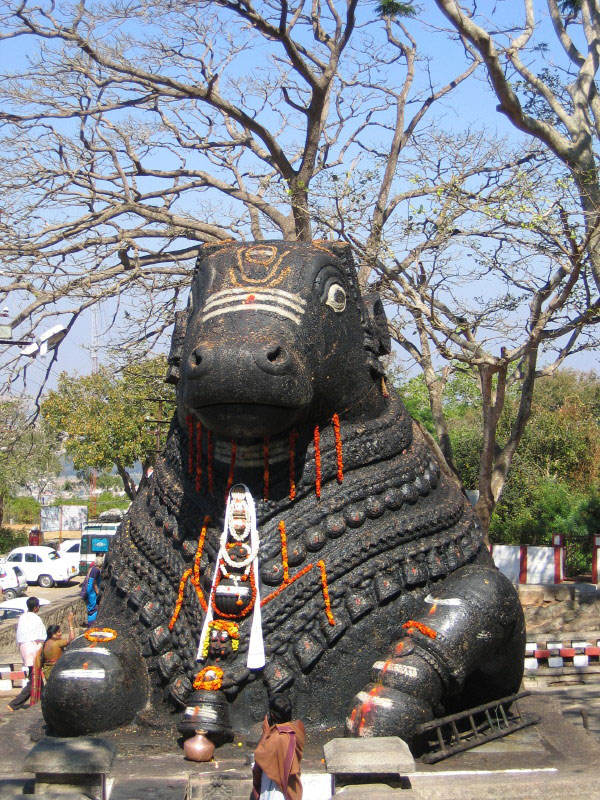
Statua di Nandi presso un tempio in Karnataka.

Nel pantheon della religione induista, Nandi è la mitica cavalcatura di Shiva. Si tratta di un toro di colore bianco (simbolo di purezza), le cui quattro zampe rappresentano la Verità, la Rettitudine, la Pace e l'Amore.
Più che un semplice veicolo, Nandi si può considerare il costante e immancabile compagno di Shiva in tutti i suoi spostamenti; tant'è che in qualsiasi tempio dedicato a Shiva, di fronte al santuario principale, la presenza di una scultura di Nandi è una delle caratteristiche essenziali. Così come per Garuḍa, la grande aquila veicolo di Visnù, nel corso dei secoli Nandi ha acquisito un'importanza sempre maggiore, fino ad entrare nel pantheon induista come divinità a sé stante; infatti sono presenti in India vari templi dedicati esclusivamente a lui.

## Simbologia
Nella simbologia induista, il toro simboleggia sia la forza che l'ignoranza; il fatto che Shiva utilizzi il toro come veicolo, rappresenta l'idea che questa figura divina rimuova l'ignoranza e allo stesso tempo conceda la forza della saggezza ai suoi devoti. Inoltre il toro è chiamato Vrisha in sanscrito; questa parola può assumere anche il significato di "Dharma" (lett. Rettitudine); ragion per cui, in termini simbolici, la raffigurazione di un toro accanto a Shiva sta ad indicare che, ovunque sia presente Dio, sono presenti anche rettitudine, purezza e giustizia.

## Aneddoti mitologici

### Nandi giudice di gioco
Un aneddoto tratto dai Purāṇa racconta che una volta Shiva e la sua consorte Parvati stessero giocando ai dadi. Poiché in ogni gioco è necessario un giudice che proclami il vincitore, entrambi scelsero Nandi per questo particolare compito. Tuttavia, essendo Nandi il veicolo di Shiva nonché il suo favorito, dichiarò Shiva vincitore nonostante avesse perso la partita.
Parvati, indignata da questo comportamento, lanciò una maledizione al toro, condannandolo a morire per una malattia incurabile. Nandi allora si prostrò ai piedi di Parvati, e ne implorò il perdono dichiarando: "Madre, come avrei potuto dimostrare ingratitudine al mio padrone? Non sarebbe stato estremamente umiliante per me dichiarare la sua sconfitta? Ho mentito una sola volta per tenere alto il suo onore; ma è giusto che, per una offesa così piccola, debba subire una punizione tanto grande?".
A queste parole Parvati lo perdonò, dicendogli che per rimediare al suo errore avrebbe dovuto offrire a suo figlio Ganesha – durante il giorno del suo compleanno, Vinayaka Chaturthi – ciò che Nandi stesso preferiva. Il cibo che egli preferiva era l'erba verde; come indicato dalla consorte di Shiva, Nandi venerò Ganesha offrendogli erba verde e fu così risparmiato dalla malattia incurabile. La sua salute si ristabilì, e con la benedizione di Parvati ottenne la redenzione dai suoi peccati.